# Mauro Valentini (calciatore 1973)
Mauro Valentini (Viterbo, 27 luglio 1973) è un ex calciatore italiano naturalizzato sammarinese, di ruolo difensore.

## Carriera
Durante la sua carriera ha raggiunto 23 presenze ed una rete con la Nazionale sammarinese.